# Goose Green
Goose Green is een nederzetting op de Falklandeilanden. Er wonen circa 70 personen, die vooral leven van de schapenteelt. Tijdens de Falklandoorlog in 1982 bezetten de Argentijnen de plaats, die strategisch ligt op de smalle landverbinding tussen het noordelijk en zuidelijk deel van Oost-Falkland. Op 28 en 29 mei 1982 werd hier een veldslag uitgevochten tussen Britse en Argentijnse troepen, die ook wel bekendstaat als de Slag bij Goose Green. Er bevinden zich nog altijd mijnen in het gebied.

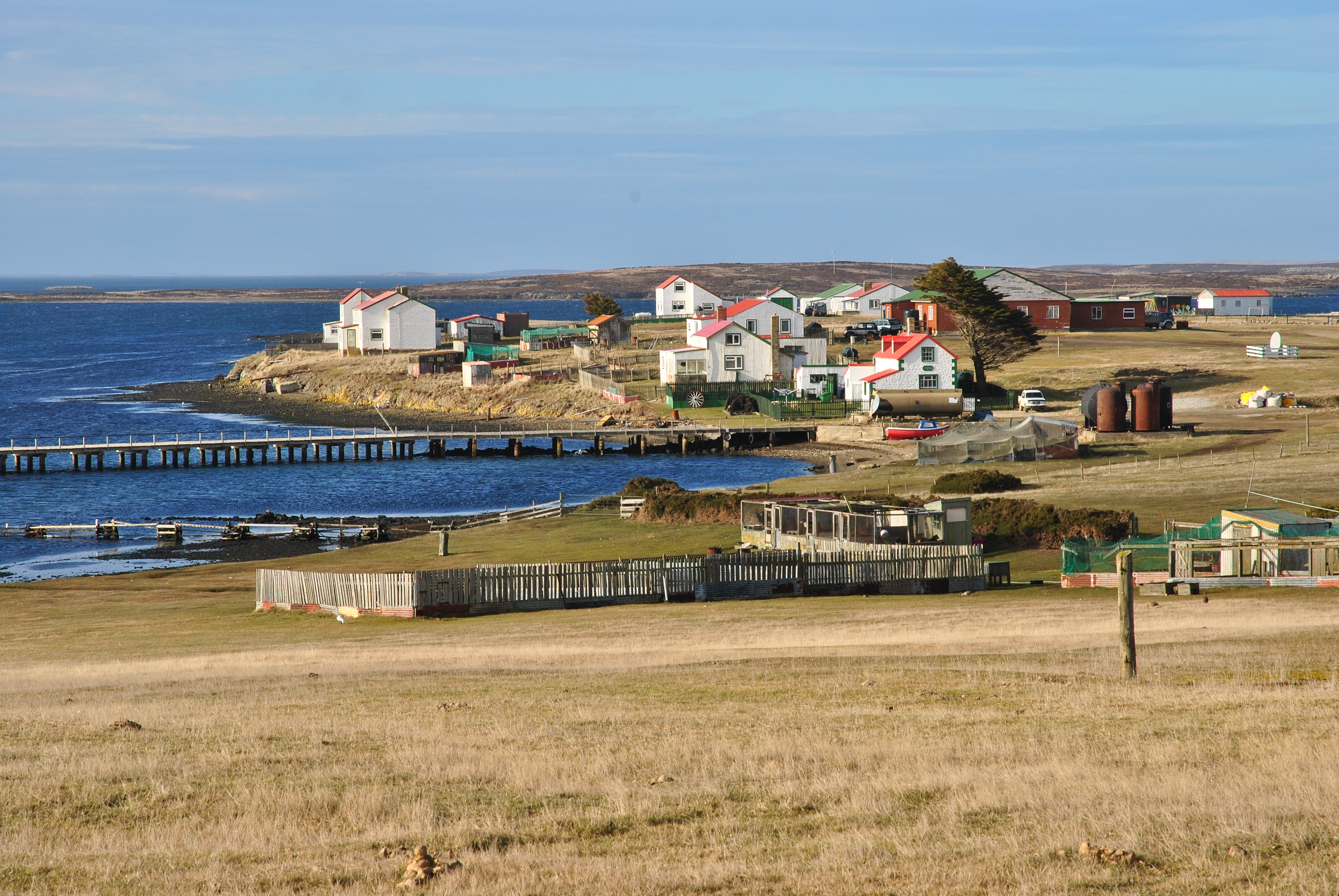
De nederzetting.